# オイゲン・フォン・エスターライヒ

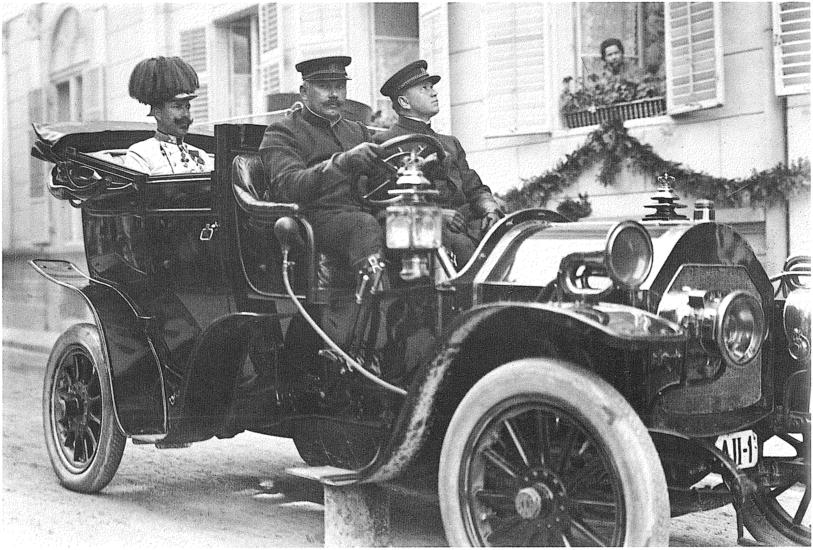
バート・イシュル市街を自動車で移動するオイゲン大公

オイゲン・フォン・エスターライヒ（Eugen von Österreich, 1863年5月21日 - 1954年12月30日）は、オーストリア＝ハンガリー帝国の軍人、陸軍元帥。ハプスブルク＝ロートリンゲン家出身の最後のドイツ騎士団総長（在任：1894年 - 1923年）。全名はオイゲン・フェルディナント・ピウス・ベルンハルト・フェリクス・マリア（Eugen Ferdinand Pius Bernhard Felix Maria von Österreich）。

## 生涯
オーストリア皇帝家の分家であるテシェン公爵家出身のカール・フェルディナント大公と、その妻でハンガリー宮中伯ヨーゼフ・アントン大公の娘であるエリーザベト・フランツィスカの間の末息子として、モラヴィアのグロース・ゼーロヴィッツ（現在のチェコ領ジドロホヴィツェ）で生まれた。2人の兄と同様に軍人としての人生を歩んだ。また皇帝家の一員でありながら、家具職人としての技術を習得していた。
ハプスブルク家では当主（皇帝）以外も「オーストリア大公」位を名乗る習慣のため、上述のように分家の出であるが「オイゲン大公」と呼ばれる。
1894年に亡くなった叔父のヴィルヘルム大公から、ドイツ騎士団総長の職を引き継いだ（オイゲンはヴィルヘルム大公の個人資産の相続人でもあった）。オイゲンの下で、ドイツ騎士団は純粋に宗教的な騎士修道会へとその性格を変えた。また、ドイツ騎士団総長が兼務するオーストリア＝ハンガリー第4歩兵連隊（K.u.k. Infanterie-Regiment Hoch- und Deutschmeister Nr. 4）の連隊長をも務めた。この他、プロイセン軍の第3胸甲騎兵連隊（Kürassier-Regiment „Graf Wrangel“ (Ostpreußisches) Nr. 3）の連隊長でもあった。第1次世界大戦では、陸軍元帥として西部戦線南方の最高指揮官を務めた。
1898年にザルツブルク州のホーエンヴェルデン城を購入し、この城を改築して居城とした。オイゲンは居城に莫大な数の美術品と武器を収集・陳列していた。1931年、ホーエンヴェルデン城は火の不始末から火事になり、大部分が焼けてしまった。オイゲンは莫大な資金をかけて城を再建した。1938年にアンシュルスが実施された後、オイゲンはナチス・ドイツの大管区指導者により、家屋敷を売却することを強要された。
1954年、南チロルのメラーノで91歳の高齢で亡くなった。